# علف بره جنگلی
علف بره جنگلی، علف بره رفیع (نام علمی: Festuca altissima) نام یک گونه از برگ نمدی است.